# マイケル・ボーウェン
マイケル・ボーウェン（Michael Bowen,  1953年6月21日 - ）は、アメリカ合衆国の俳優である。

## 来歴
1953年、テキサス州ヒューストンに生まれる。本名はマイケル・ボーウェン・Jrで、父親のマイケル・ボーウェンはビート・ジェネレーションのアーティストで、母親のソニア・ソレルは女優だった。また、キース・キャラダインとロバート・キャラダインは異母兄弟で、ボーウェン自身は女優のマーサ・プリンプトンとエヴァ・キャラディーンの叔父にあたる。1982年に『禁断の惑星エグザビア』で映画デビュー。それ以降はテレビドラマや映画の両方で役者としてキャリアを積んでいく。クエンティン・タランティーノ監督の作品の常連俳優としても知られ、『ジャッキー・ブラウン』や『キル・ビル』の2部作、そして『ジャンゴ 繋がれざる者』などへクレジットされている。また、ポール・トーマス・アンダーソン監督の『マグノリア』では、9人の主人公のうちの一人であるクイズ番組で天才ともてはやされる少年の父親役でも知られている。2014年には、出演したテレビドラマシリーズ『ブレイキング・バッド』において、全米映画俳優組合賞アンサンブル賞を他のキャストらと共に受賞した。

## 出演作品

### 映画
- 禁断の惑星エグザビア Forbidden World (1982)
- ヴァレー・ガール Valley Girl (1983)
- ワイルドライフ The Wild Life (1984)
- On the Line (1984)
- ナイト・オブ・ザ・コメット Night of the Comet (1984)
- マイアミ・ホットリゾート Private Resort (1985)
- アイアン・イーグル Iron Eagle (1986)
- The Check Is in the Mail... (1986)
- エコーパーク Echo Park (1986)
- サイレント・ボイス 愛を虹にのせて Amazing Grace and Chuck (1987)
- レス・ザン・ゼロ Less Than Zero (1987)
- ライアン・ホワイト物語 The Ryan White Story (1989)
- 長く熱い夜 Season of Fear (1989)
- 弁護士シャノン Shannon's Deal (1989) ※テレビ映画
- Kid (1990)
- ゴッドファーザー PART III The Godfather: Part III (1990)
- Shoot First: A Cop's Vengeance (1991)
- ビバリーヒルズを乗っ取れ! The Taking of Beverly Hills (1991)
- パーフェクト・クライム Perfect Crimes (1991)
- ウォーターダンス The Waterdance (1992)
- ボニーとクライド Bonnie & Clyde: The True Story (1992) ※テレビ映画
- Adventures in Spying (1992)
- Casualties of Love: The Long Island Lolita Story (1993)
- Poisoned by Love: The Kern County Murders (1993)
- Visions of Murder (1993)
- ビバリーヒルズ・コップ3 Beverly Hills Cop III (1994)
- レニー・ゼルウィガーの危険な天使 Love and a .45 (1994)
- トゥルークライム True Crime (1995) ※ビデオ作品
- CUPID キューピッド Cupid (1997)
- エクセス・バゲッジ/シュガーな気持ち Excess Baggage (1997)
- リングサイドの帝王/ドン・キング・ストーリー Don King: Only in America (1997)
- ジャッキー・ブラウン Jackie Brown (1997)
- ボイスレター Letters from a Killer (1998)
- ギデオン Gideon (1998)
- Me and Will (1999)
- マグノリア Magnolia (1999)
- スーパー・リッチと結婚する方法 How to Marry a Billionaire: A Christmas Tale (2000)
- 人質交渉人 Hostage Negotiator (2001)
- キル・ビル Vol.1 Kill Bill: Vol. 1 (2003)
- ワイルド・タウン/英雄伝説 Walking Tall (2004)
- キル・ビル Vol.2 Kill Bill Vol. 2: The Love Story (2004)
- ダイヤモンド・イン・パラダイス After the Sunset (2004)
- シャッフル Lethal Eviction (2005)
- Chandler Hall (2005)
- The Work and the Glory II: American Zion (2005)
- THE LOST　ザ・ロスト　失われた黒い夏 The Lost (2006)
- The Work and the Glory III: A House Divided (2006)
- ボビーZ The Death and Life of Bobby Z (2007)
- パーマネント・バケーション Permanent Vacation (2007)
- The Box Collector (2008)
- 解体病棟 ファイナル・デッドオペレーション Autopsy (2008)
- デッドガール Dead Girl (2008)
- カムフラージュ Camouflage (2009)
- ラスト・ハウス・オン・ザ・レフト -鮮血の美学- The Last House on the Left (2009)
- キャビン・フィーバー2 Cabin Fever 2: Spring Fever (2009)
- Brawler (2011)
- Soda Springs (2012)
- Slumber Party Slaughter (2012)
- ジャンゴ 繋がれざる者 Django Unchained (2012)
- ディープ・ダーク・キャニオン Deep Dark Canyon (2013)
- デューク Duke (2013)
- オール・チアリーダーズ・ダイ All Cheerleaders Die (2013)

### テレビドラマ
- Knots Landing (1982)
- 白バイ野郎ジョン&パンチ CHiPs (1982)
- ファルコン・クレスト Falcon Crest (1982)
- 俺たち賞金稼ぎ!!フォール・ガイ The Fall Guy (1983)
- ナイトライダー Knight Rider (1983)
- Highway to Heaven (1985)
- 特攻野郎Aチーム The A-Team (1986)
- 21ジャンプストリート 21 Jump Street (1989)
- チャイナ・ビーチ China Beach (1990)
- Jake and the Fatman (1991)
- マトロック Matlock (1992)
- ブリスコ・カウンティJr.～秘球の伝説～ The Adventures of Brisco County Jr. (1993)
- ER緊急救命室 ER (1994)
- 炎のテキサス・レンジャー Walker, Texas Ranger (1994, 1998)
- クリスティ Christy (1995)
- NYPDブルー NYPD Blue (1996)
- 新・燃えよ!カンフー Kung Fu: The Legend Continues (1996)
- パシフィック・ブルー Pacific Blue (1996)
- ブルックリン74分署 Brooklyn South (1998)
- Xファイル X-File (2001)
- 堕ちた弁護士 -ニック・フォーリン- The Guardian (2002)
- CSI:科学捜査班 CSI: Crime Scene Investigation (2003, 2010)
- Dr. Vegas (2004)
- The Inside (2005)
- BONES Bones (2006)
- LOST Lost (2006 - 2007)
- ドライヴ Drive (2007)
- DARK BLUE 潜入捜査 Dark Blue (2009)
- クリミナル・マインド FBI行動分析課 Criminal Minds (2009)
- Scoundrels (2010)
- レボリューション Revolution (2012)
- ブレイキング・バッド Breaking Bad (2012 - 2013)
- Raising Hope (2014)